# Clase Castle
La clase Castle fue una corbeta desarrollada en Gran Bretaña durante la Segunda Guerra Mundial. Supuso una evolución de su predecesora, la clase Flower, y se diseñó para ser construida en los mismos astilleros que montaban estas últimas. Se diseñaron para su uso costero en vez de en mar abierto.
Empezaron a entrar en servicio a finales de 1943.

## Desarrollo
La clase Flower fue diseñada en principio como escolta costero, pero se vio obligado a servir en alta mar ante la escasez de este tipo de barcos, a pesar de sus limitaciones en cuanto a prestaciones, resistencia y habitabilidad.
Una vez reconocidas por el Almirantazgo británico las limitaciones de estos escoltas, en 1940 se comenzó a diseñar un escolta oceánico que serían las fragatas de la clase River. Sin embargo estos barcos era demasiado grandes para los astilleros que montaban las Flower y mucho más caras, lo que ralentizaba el ritmo de construcción y llevó al desarrollo a finales de 1942 de las fragatas clase Loch.
La misma compañía que diseñó las corbetas Flower, la Smith's Dock Company de Newcastle upon Tyne, propuso el proyecto de las Castle como una versión agrandada de las aquellas. El resultado fue en realidad una versión reducida de las Loch. Finalmente el proyecto fue aprobado en mayo de 1943, siendo ordenadas 96 unidades a astilleros del Reino Unido y Canadá, aunque 15 británicas y las 37 canadienses fueron posteriormente cancelados.
El Reino unido, por su parte, completó cinco unidades más como barcos de rescate de los convoyes y cuatro unidades fueron transformadas en buques meteorológicos tras la guerra.

## Diseño
Las corbetas clase Castle eran muy similares a sus antecesoras clase Flower, con un castillo extendido y el mástil tras el puente de mando. Su eslora era 14,52 m. superior, lo que hizo que el desplazamiento se incrementara en 135 toneladas.
Las pruebas llevadas a cabo en Haslar (Gosport) por el Admiralty Experiment Works llevaron a un diseño del casco que, combinado con su mayor eslora, llevó a que la velocidad superara en al menos medio nudo a las Flower aun usando los mismos motores que estas. Se empleó un mástil de celosía en vez del de sus antecesoras.
La construcción se llevó a cabo con métodos tradicionales, empleando la mayor cantidad de soldadura posible, con un armazón basado en el de las Flower pero aligerado en algunas zonas. Igualmente, las estaciones de radio (la misma de la clase Loch) y radar y el mástil de celosía fueron instalados como unidades prefabricadas.
El armamento incluyó un mortero lanzacargas Squid en lugar del Hedgehog que empleaban las Flower. También se reemplazó el cañón BL Mk IX de 4 pulgadas por otro QF Mk XIX de 4 pulgadas con posibilidad de ser usado tanto como arma antibuque como antiaérea.

## Buques
Se completaron un total de 44 unidades, construidas todas ellas en astilleros del Reino Unido; 3 de ellas se perdieron durante la guerra. 12 de estas unidades fueron transferidas a la Marina Real Canadiense y una a la Armada Real de Noruega.
| Buque                                | Numeral | Constructor                                         | Ordenada                 | Puesta en grada          | Botadura                 | Asignada | Destino |
| ------------------------------------ | ------- | --------------------------------------------------- | ------------------------ | ------------------------ | ------------------------ | --- | --- |
| HMS Hadleigh Castle                  | K355    | Smiths Dock Company                                 | 9 de diciembre de 1942   | 4 de abril de 1943       | 21 de junio de 1943      | 18 de septiembre de 1943 | Desguazada en enero de 1959 |
| HMS Kenilworth Castle                | K420    | Smiths Dock Company                                 | 9 de diciembre de 1942   | 7 de mayo de 1943        | 17 de agosto de 1943     | 22 de noviembre de 1943 | Desguazada el 20 de junio de 1959 |
| HMS Allington Castle                 | K689    | Fleming & Ferguson (Paisley)                        | 9 de diciembre de 1942   | 22 de julio de 1943      | 29 de febrero de 1944    | 19 de junio de 1944 | Desguazada en 1958 |
| HMS Bamborough Castle                | K412    | John Lewis & Co. Ltd                                | 9 de diciembre de 1942   | 1 de julio de 1943       | 11 de enero de 1944      | 30 de mayo de 1944 | Desguazada el 22 de mayo de 1959 |
| HMS Caistor Castle                   | K690    | John Lewis & Co. Ltd                                | 9 de diciembre de 1942   | 26 de agosto de 1943     | 22 de mayo de 1944       | 29 de septiembre de 1944 | Desguazada en mayo de 1956 |
| HMS Denbigh Castle                   | K696    | John Lewis & Co. Ltd                                | 9 de diciembre de 1942   | 30 de septiembre de 1943 | 5 de agosto de 1944      | 30 de diciembre de 1944 | Declarada pérdida total el 13 de febrero de 1945 tras el ataque del U-992 (Clase VIIC)                                                                                       |
| HMS Farnham Castle                   | K413    | John Crown & Sons Ltd (River Wear)                  | 9 de diciembre de 1942   | 25 de junio de 1943      | 25 de abril de 1944      | 31 de enero de 1945 | Desguazada el 31 de octubre de 1960 |
| HMS Hedingham Castle                 | K529    | John Crown & Sons Ltd (River Wear)                  | 9 de diciembre de 1942   | 2 de noviembre de 1943   | 30 de octubre de 1944    | 12 de mayo de 1945 | Desguazada en abril de 1958 |
| HMS Lancaster Castle                 | K691    | Fleming & Ferguson                                  | 9 de diciembre de 1942   | 10 de septiembre de 1943 | 14 de abril de 1944      | 15 de septiembre de 1944 | Desguazada el 20 de junio de 1959 |
| HMS Maiden Castle                    | K443    | Fleming & Ferguson                                  | 9 de diciembre de 1942   | 1943                     | 8 de junio de 1944       | noviembre de 1944 | Convertida en barco de rescate Empire Lifeguard antes de su finalización. Desguazada el 22 de julio de 1955                                                                  |
| HMS Norham Castle (ex-Totnes Castle) | K447    | A. & J. Inglis (Glasgow)                            | 9 de diciembre de 1942   | 30 de septiembre de 1943 | 12 de abril de 1944      | 6 de septiembre de 1944 | Transferida a Canadá como HMCS Humberstone en 1944; vendida para servicio mercante en 1947                                                                                   |
| HMS Oakham Castle                    | K530    | A. & J. Inglis (Glasgow)                            | 9 de diciembre de 1942   | 30 de septiembre de 1943 | 20 de julio de 1944      | 10 de diciembre de 1944 | Convertida en el barco meteorológico Weather Reporter en 1957 |
| HMS Pembroke Castle                  | K450    | Ferguson Shipbuilders (Glasgow)                     | 9 de diciembre de 1942   | 3 de junio de 1943       | 12 de febrero de 1944    | 29 de junio de 1944 | Transferida a Canadá como HMCS Tillsonburg en 1944; vendida para servicio mercante en 1947; vendido a la República de China como Kao An en 1952                              |
| HMS Rayleigh Castle                  | K695    | Ferguson Shipbuilders (Glasgow)                     | 9 de diciembre de 1942   | 1943                     | 12 de junio de 1944      | octubre de 1944 | Convertida en barco de rescate Empire Rest antes de su finalización. |
| HMS Alnwick Castle                   | K405    | George Brown & Co. (Greenock)                       | 19 de enero de 1943      | 1943                     | 3 de octubre de 1944     | | Desmantelada en diciembre de 1958 |
| HMS Barnard Castle                   | K594    |                                                     | 3 de octubre de 1944     | 1943                     |                          | | Convertida en barco de rescate Empire Shelter antes de su finalización. |
| HMS Flint Castle                     | K383    | Henry Robb (Leith)                                  |                          | 20 de abril de 1943      | 1 de septiembre de 1943  | 31 de diciembre de 1943 | Desmantelada el 10 de julio de 1958 |
| HMS Guildford Castle                 | K378    | Henry Robb (Leith)                                  | 25 de mayo de 1943       | 13 de noviembre de 1943  | 11 de marzo de 1944      | Transferida a Canadá como HMCS Hespeler en 1944; vendida para servicio mercante en 1946 (posteriormentre SS Chilcotin)                                        | |
| HMS Hedingham Castle                 | K491    | Henry Robb (Leith)                                  | 23 de julio de 1943      | 26 de enero de 1944      | 10 de mayo de 1944       | Transferida a Canadá como HMCS Orangeville en 1944; vendida para servicio mercante en 1947; vendido a la República de China como Te An en 1952                | |
| HMS Knaresborough Castle             | K389    | Blyth Dry Dock                                      | 22 de abril de 1943      | 1 de septiembre de 1943  | 20 de junio de 1944      | Desmantelada el 16 de marzo de 1956 | |
| HMS Launceston Castle                | K397    | Blyth Dry Dock                                      | 27 de mayo de 1943       | 28 de diciembre de 1943  | 18 de mayo de 1944       | Desmantelada el 3 de agosto de 1959 | |
| HMS Sandgate Castle                  | K473    | Smiths Dock (Middlesbrough)                         | 23 de junio de 1943      | 28 de diciembre de 1943  | 18 de mayo de 1944       | Transferida a Canadá como HMCS St. Thomas en 1944; vendida para servicio mercante en 1946 (posteriormente SS Camosun III)                                     | |
| HMS Tamworth Castle                  | K393    | Smiths Dock (Middlesbrough)                         | 25 de agosto de 1943     | 26 de enero de 1944      | 3 de julio de 1944       | Transferida a Canadá como HMCS Kincardine en 1944; vendida para servicio mercante en 1946                                                                     | |
| HMS Walmer Castle                    | K492    | Smiths Dock (Middlesbrough)                         | 23 de septiembre de 1943 | 10 de marzo de 1944      | 5 de septiembre de 1944  | Transferida a Canadá como HMCS Leaside en 1944; vendida para servicio mercante en 1946 (posteriormente SS Coquitlam II)                                       | |
| HMS York Castle                      |         | Ferguson Brothers (Glasgow)                         | 1944                     | 20 de septiembre de 1944 |                          | Completada en febrero de 1945 como barco de rescate Empire Comfort                                                                                            | |
| HMS Hever Castle                     | K495    | Blyth Dry Dock                                      | 29 de junio de 1943      | 24 de febrero de 1944    | 15 de agosto de 1944     | Transferida a Canadá como HMCS Copper Cliff en 1944; vendida para servicio mercante en 1947; pasó a manos del Ejército Popular de Liberación de China en 1949 | |
| HMS Leeds Castle                     | K384    | William Pickersgill & Sons (Sunderland)             | 23 de enero de 1943      | 22 de abril de 1943      | 12 de octubre de 1943    | 15 de febrero de 1944 | Desmantelada el 5 de junio de 1958 |
| HMS Morpeth Castle                   | K693    | William Pickersgill & Sons (Sunderland)             | 23 de enero de 1943      | 23 de junio de 1943      | 26 de noviembre de 1943  | 13 de julio de 1944 | Desmantelada el 9 de agosto de 1960 |
| HMS Nunney Castle                    | K446    | William Pickersgill & Sons (Sunderland)             | 23 de enero de 1943      | 12 de agosto de 1943     | 26 de enero de 1944      | 8 de octubre de 1944 | Transferida a Canadá como HMCS Bowmanville en 1944; vendida para servicio mercante en 1946; pasó a manos del Ejército Popular de Liberación de China como Kuang Chou en 1949 |
| HMS Oxford Castle                    | K692    | Harland and Wolff (Belfast)                         | 23 de enero de 1943      | 21 de junio de 1943      | 11 de diciembre de 1943  | 10 de marzo de 1944 | Desmantelada el 6 de septiembre de 1960 |
| HMS Pevensey Castle                  | K449    | Harland and Wolff (Belfast)                         | 23 de enero de 1943      | 21 de junio de 1943      | 11 de enero de 1944      | 10 de junio de 1944 | Convertida en el barco meteorológico Weather Monitor en 1959 |
| HMS Rising Castle                    | K398    | Harland and Wolff (Belfast)                         | 23 de enero de 1943      | 21 de junio de 1943      | 8 de febrero de 1944     | 26 de junio de 1944 | Transferida a Canadá como HMCS Arnprior en 1944; transferida a Uruguay como Montevideo                                                                                       |
| HMS Sherborne Castle                 | K453    | Harland and Wolff (Belfast)                         | 23 de enero de 1943      | 21 de junio de 1943      | 24 de febrero de 1944    | 14 de julio de 1944 | Transferida a Canadá como HMCS Petrolia en 1944; vendida para servicio mercante en 1946                                                                                      |
| HMS Scarborough Castle               | K536    | Fleming & Ferguson                                  | 23 de enero de 1943      | 1944                     | 8 de septiembre de 1944  | enero de 1945 | Completada en febrero de 1945 como barco de rescate Empire Peacemaker |
| HMS Tintagel Castle                  | K399    | Ailsa Shipbuilding Company (Troon and Ayr)          | 23 de enero de 1943      | 29 de abril de 1943      | 13 de diciembre de 1943  | 7 de abril de 1944 | Desmantelada en junio de 1958 |
| HMS Wolvesey Castle                  | K461    | Ailsa Shipbuilding Company (Troon and Ayr)          | 23 de enero de 1943      | 1 de junio de 1943       | 24 de febrero de 1944    | 15 de septiembre de 1944 | Transferida a Canadá como HMCS Huntsville en 1944; vendida para servicio mercante en 1947                                                                                    |
| HMS Amberley Castle                  | K386    | S P Austin & Son Ltd                                | 2 de febrero de 1943     | 31 de mayo de 1943       | 25 de noviembre de 1943  | 24 de noviembre de 1944 | Convertida en el barco meteorológico Weather Adviser en 1960 |
| HMS Berkeley Castle                  | K387    | Barclay Curle (Glasgow)                             | 2 de febrero de 1943     | 23 de abril de 1943      | 19 de agosto de 1943     | 18 de noviembre de 1944 | Desguazada el 24 de febrero de 1956 |
| HMS Carisbrooke Castle               | K379    | Caledon Shipbuilding & Engineering Company (Dundee) | 2 de febrero de 1943     | 12 de marzo de 1943      | 31 de julio de 1943      | 17 de noviembre de 1943 | Desguazada el 14 de junio de 1958 |
| HMS Dumbarton Castle                 | K388    | Caledon Shipbuilding & Engineering Company (Dundee) | 2 de febrero de 1943     | 6 de mayo de 1943        | 28 de septiembre de 1943 | 25 de febrero de 1944 | Desguazada en marzo de 1961 |
| HMS Hurst Castle                     | K416    | Caledon Shipbuilding & Engineering Company (Dundee) | 2 de febrero de 1943     | 6 de agosto              | 23 de febrero de 1944    | 9 de junio de 1944 | Hundida por el U-482 (Clase VIIC) el 1 de septiembre de 1944 en 55°27′N 8°12′O / 55.450, -8.200. 17 muertos y 107 supervivientes.                                            |
| HMS Portchester Castle               | K362    | Swan Hunter (Wallsend)                              | 6 de febrero de 1943     | 17 de marzo de 1943      | 21 de junio de 1943      | 8 de noviembre de 1943 | Desguazada el 14 de mayo de 1958 |
| HMS Rushen Castle                    | K372    | Swan Hunter (Wallsend)                              | 6 de febrero de 1943     | 8 de abril de 1943       | 16 de julio de 1943      | 24 de febrero de 1944 | Convertida en el barco meteorológico Weather Surveyor en 1960 |
| HMS Shrewsbury Castle                | K374    | Swan Hunter (Wallsend)                              | 6 de febrero de 1943     | 5 de mayo de 1943        | 16 de agosto de 1943     | 24 de abril de 1944 | Transferida a la Armada Real de Noruega al completarse y rebautizada KNM Tunsberg Castle; hundida por una mina el 12 de diciembre de 1944                                    |

### Transferidas a la RCN
| Nombre RN            | Numeral | Nombre RCN        |
| -------------------- | ------- | ----------------- |
| HMS Guildford Castle | K378    | HMCS Hespeler     |
| HMS Tamworth Castle  | K393    | HMCS Kincardine   |
| HMS Rising Castle    | K398    | HMCS Arnprior     |
| HMS Nunney Castle    | K446    | HMCS Bowmanville  |
| HMS Norham Castle    | K447    | HMCS Humberstone  |
| HMS Pembroke Castle  | K450    | HMCS Tillsonburg  |
| HMS Sherborne Castle | K453    | HMCS Petrolia     |
| HMS Wolvesey Castle  | K461    | HMCS Huntsville   |
| HMS Sandgate Castle  | K473    | HMCS Orangeville  |
| HMS Walmer Castle    | K492    | HMCS Leaside      |
| HMS Hever Castle     | K495    | HMCS Copper Cliff |

### Transferida a la Armada Real Noruega
| Nombre RN             | Numeral | Nombre KNM          |
| --------------------- | ------- | ------------------- |
| HMS Shrewsbury Castle | K374    | KNM Tunsberg Castle |

### Transformadas en barcos de rescate
| Nombre RN              | Numeral | Nuevo nombre      |
| ---------------------- | ------- | ----------------- |
| HMS Maiden Castle      | K443    | Empire Lifeguard  |
| HMS Rayleigh Castle    | K695    | Empire Rest       |
| HMS York Castle        |         | Empire Comfort    |
| HMS Scarborough Castle | K536    | Empire Peacemaker |
| HMS Barnard Castle     | K594    | Empire Shelter    |

### Transformadas en barcos meteorológicos
| Nombre RN           | Numeral | Nuevo nombre     |
| ------------------- | ------- | ---------------- |
| HMS Oakham Castle   | K530    | Weather Reporter |
| HMS Pevensey Castle | K449    | Weather Monitor  |
| HMS Amberley Castle | K386    | Weather Adviser  |
| HMS Rushen Castle   | K372    | Weather Surveyor |